# サウスポー (映画)
『サウスポー』（Southpaw）は、2015年にアメリカ合衆国で製作されたスポーツドラマ映画。監督をアントワーン・フークアが、脚本をカート・サッターが務めた。出演はジェイク・ギレンホール、フォレスト・ウィテカー、レイチェル・マクアダムス。

## ストーリー
無敗の世界ライトヘビー級王者、ビリー・“ザ・グレート”・ホープ。彼は壮絶な打ち合いの末に勝利する、その捨て身のファイトスタイルで絶大な人気を誇っており、愛する妻と娘にも恵まれ幸せな日々を過ごしていた。そんなある日、チャリティ・パーティの席でライバル選手からの挑発を受けたビリーは、短気な性格が災いして大乱闘を引き起こしてしまう。そしてその最中、相手の兄弟が発砲した流れ弾がビリーの妻に命中。彼女は帰らぬ人となってしまう。この事件が原因でボクシングに身が入らなくなったビリーは無残に敗れ続け、しまいには自暴自棄になり自殺未遂まで引き起こしてしまう。これにより、プロモーターから一年間の謹慎を命じられたビリーは、ついに最愛の娘とも引き離されてしまうのだった。
全てを失ったビリー。彼は人生の再起をかけ、過去に自身を苦しめた対戦相手のトレーナー、ティックのもとを訪れる。ところがティックはビリーのファイティングスタイルを全否定し、彼に辛辣な言葉を浴びせるのだった。これに当初は反発していたビリーだったが、自分を変えたいと願う一心からティックに教えを乞う。ビリーはティックのもとでボクシングの基礎を一から学び直すのだった。その姿を見た周囲からビリーに対して容赦ない罵倒が降り注ぐ。それでもビリーはトレーニングを続け、ついにリングへ再び立つのだった。

## キャスト
※括弧内は日本語吹替
- ビリー・“ザ・グレート”・ホープ - ジェイク・ギレンホール（高橋広樹）
- ティック・ウィルズ - フォレスト・ウィテカー（立木文彦）
- モーリーン・ホープ - レイチェル・マクアダムス（佐古真弓）
- アンジェラ・リヴェラ - ナオミ・ハリス（東内マリ子）
- ジョーダン・メインズ - カーティス・“50セント”・ジャクソン（乃村健次）
- レイラ・ホープ - ウーナ・ローレンス（大地葉）
- ラモーン - ヴィクター・オルティス
- ジョン・ジョン - ボー・ナップ
- ミゲル・“マジック”・エスコバル - ミゲル・ゴメス（英語版）
- ホッピー - スカイラン・ブルックス（英語版）
- アリス - クレア・フォーリー（英語版）
- マリア・エスコバル - リタ・オラ
- 本人役 - ジミー・レノン・ジュニア
- 本人役 - ジム・ランプリー（英語版）
- 本人役 - ロイ・ジョーンズ・ジュニア
- その他の日本語吹き替え‐金城大和、竹内栄治、畠中祐、あべそういち、辻井健吾、大西弘祐、小林達也、丸山智行、三瓶雄樹、拝真之介、小若和郁那、今泉葉子、塙英子、宮本淳

## 評価
レビュー・アグリゲーターのRotten Tomatoesでは243件のレビューで支持率は60%、平均点は6.00/10となった。Metacriticでは42件のレビューを基に加重平均値が57/100となった。